# Вайт-Ерт (Північна Дакота)
Вайт-Ерт (англ. White Earth) — місто (англ. city) в США, в окрузі Маунтрейл штату Північна Дакота. Населення — 100 осіб (2020).

## Географія
Вайт-Ерт розташований за координатами 48°22′48″ пн. ш. 102°46′19″ зх. д. / 48.38000° пн. ш. 102.77194° зх. д. (48.379866, -102.771809).  За даними Бюро перепису населення США в 2010 році місто мало площу 3,88 км², уся площа — суходіл.

## Демографія
Згідно з переписом 2010 року, у місті мешкало 80 осіб у 26 домогосподарствах у складі 20 родин. Густота населення становила 21 особа/км².  Було 37 помешкань (10/км²).
Расовий склад населення:
| - 97,5 % — білих - 2,5 % — чорних або афроамериканців |

До двох чи більше рас належало 0,0 %. Частка іспаномовних становила 5,0 % від усіх жителів.
За віковим діапазоном населення розподілялося таким чином: 40,0 % — особи молодші 18 років, 56,2 % — особи у віці 18—64 років, 3,8 % — особи у віці 65 років та старші. Медіана віку мешканця становила 31,7 року. На 100 осіб жіночої статі у місті припадало 135,3 чоловіків;  на 100 жінок у віці від 18 років та старших — 140,0 чоловіків також старших 18 років.
Середній дохід на одне домашнє господарство  становив 48 717 доларів США (медіана — 41 484), а середній дохід на одну сім'ю — 56 850 доларів (медіана — 42 222). Медіана доходів становила 42 321 долар для чоловіків та 41 719 доларів для жінок. За межею бідності перебувало 61,7 % осіб, у тому числі 79,1 % дітей у віці до 18 років та 0,0 % осіб у віці 65 років та старших.
Цивільне працевлаштоване населення становило 46 осіб. Основні галузі зайнятості: освіта, охорона здоров'я та соціальна допомога — 30,4 %, роздрібна торгівля — 26,1 %, виробництво — 13,0 %, мистецтво, розваги та відпочинок — 13,0 %.